# Liste der Schlachtschiffklassen der United States Navy
Diese Liste umfasst alle Schlachtschiffklassen der US Navy. Alle diese Schiffe wurden mit der Klassifizierung "BB" Battleship (Schlachtschiff) versehen. Ausnahme sind die Texas und die Maine, die anfangs als “ACR” Armoured Cruiser (Panzerkreuzer) und später als "Battleship second class" (Schlachtschiff zweiter Klasse) klassifiziert wurden.
| Name                    | Schiffe (gebaut/geplant) | Betriebszeit*        | Tonnage (tons) | Typ                     |
| ----------------------- | ------------------------ | -------------------- | -------------- | ----------------------- |
| Maine-Klasse (1)        | 1/1                      | 1895–1898†           | 6682           | Einheitslinienschiff    |
| Texas-Klasse            | 1/1                      | 1895–1911            | 6682           | Einheitslinienschiff    |
| Indiana-Klasse          | 3/3                      | 1895–1920            | 10288          | Einheitslinienschiff    |
| Iowa-Klasse (1)         | 1/1                      | 1897–1919            | 11410          | Einheitslinienschiff    |
| Kearsarge-Klasse        | 2/2                      | 1900–1920            | 11540          | Einheitslinienschiff    |
| Illinois-Klasse         | 3/3                      | 1900–1920            | 11565          | Einheitslinienschiff    |
| Maine-Klasse (2)        | 3/3                      | 1902–1922            | 12500          | Einheitslinienschiff    |
| Virginia-Klasse         | 5/5                      | 1902–1920            | 15000          | Einheitslinienschiff    |
| Connecticut-Klasse      | 5/5                      | 1906–1923            | 16000          | Einheitslinienschiff    |
| Mississippi-Klasse      | 2/2                      | 1908–1914            | 13000          | Einheitslinienschiff    |
| South-Carolina-Klasse   | 2/2                      | 1910–1922            | 16000          | Dreadnought             |
| Delaware-Klasse         | 2/2                      | 1910–1923            | 16000          | Dreadnought             |
| Florida-Klasse          | 2/2                      | 1911–1932            | 21800          | Dreadnought             |
| Wyoming-Klasse          | 2/2                      | 1912–1947            | 27200          | Dreadnought             |
| New-York-Klasse         | 2/2                      | 1914–1948            | 27200          | Dreadnought             |
| Nevada-Klasse           | 2/2                      | 1916–1948†           | 27500          | Super-Dreadnought       |
| Pennsylvania-Klasse     | 2/2                      | 1916–1956†           | 31400          | Super-Dreadnought       |
| New-Mexico-Klasse       | 3/3                      | 1917–1956            | 32000          | Super-Dreadnought       |
| Tennessee-Klasse        | 2/2                      | 1920–1947            | 32000          | Super-Dreadnought       |
| Colorado-Klasse         | 3/4                      | 1921–1947            | 32600          | Super-Dreadnought       |
| South-Dakota-Klasse (1) | 0/6                      | nicht fertiggestellt | (43200)        | Super-Dreadnought       |
| North-Carolina-Klasse   | 2/2                      | 1941–1947            | 35000          | Modernes Schlachtschiff |
| South-Dakota-Klasse (2) | 4/4                      | 1942–1947            | 35000          | Modernes Schlachtschiff |
| Iowa-Klasse (2)         | 4/6                      | 1943–1991            | 45000          | Modernes Schlachtschiff |
| Montana-Klasse (1940)   | 0/5                      | nicht gebaut         | (58000)        | Modernes Schlachtschiff |

1. Legende

* Betriebszeit der Klasse entspricht dem Zeitraum zwischen der ersten Indienststellung und der letzten Außerdienststellung eines Schiffes der jeweiligen Klasse.
† Alle Schiffe dieser Klasse wurden im Kampf oder als Zielschiff versenkt
blau unterlegt: Einzelschiffklassen